# Трифосфид тетраолова
Трифосфид тетраолова — бинарное неорганическое соединение
олова и фосфора
с формулой Sn4P3,
белые кристаллы,
не растворяется в воде.

## Получение
- Сплавление стехиометрических количеств чистых веществ:

{\displaystyle {\mathsf {4Sn+3P\ {\xrightarrow {550^{o}C}}\ Sn_{4}P_{3}}}}

## Физические свойства
Трифосфид тетраолова образует белые кристаллы
тригональной сингонии,
пространственная группа R 3m,
параметры ячейки a = 0,3968 нм, c = 3,533 нм, Z = 3
.
Не растворяется в воде.